# 紹爾考德

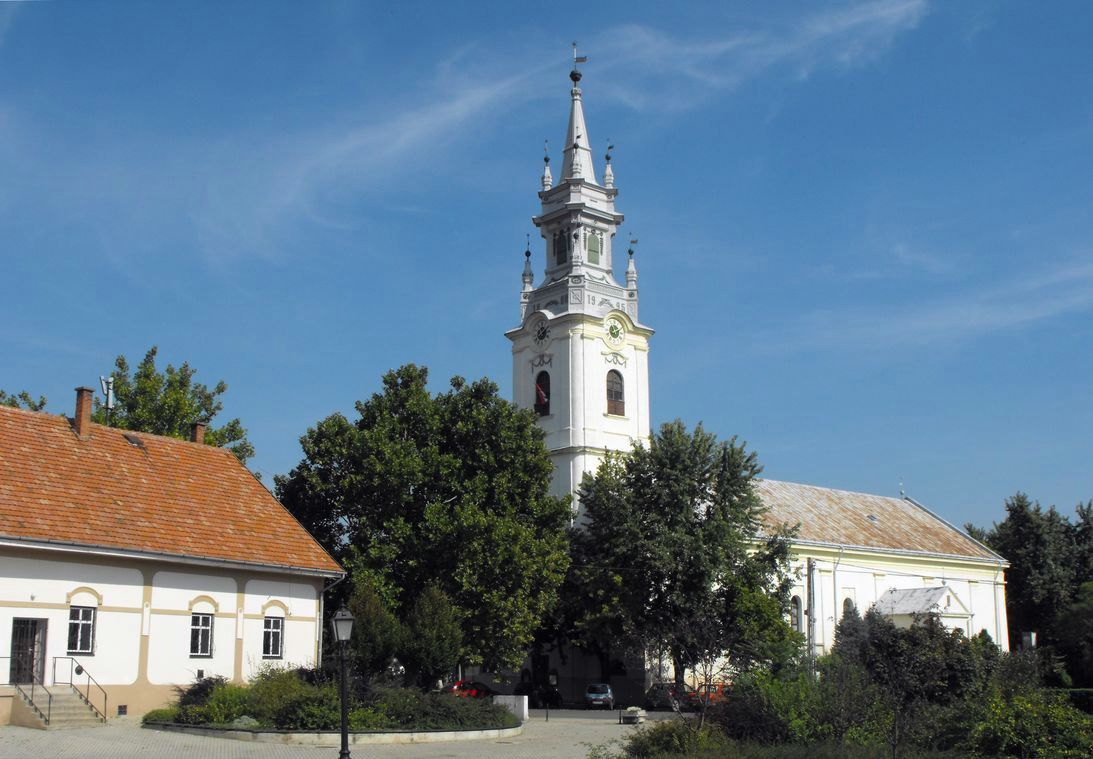

紹爾考德是匈牙利的城鎮，位於該國東部，距離久洛14公里，由貝凱什州負責管轄，面積125.57平方公里，2011年人口10,129，其中約三成居民信奉基督教。